# Ріміні (провінція)
Провінція Ріміні (італ. Provincia di Rimini) — провінція в Італії, у регіоні Емілія-Романья. 
Площа провінції — 535,38 км², населення — 332 746 осіб.
Столицею провінції є місто Ріміні.

## Географія

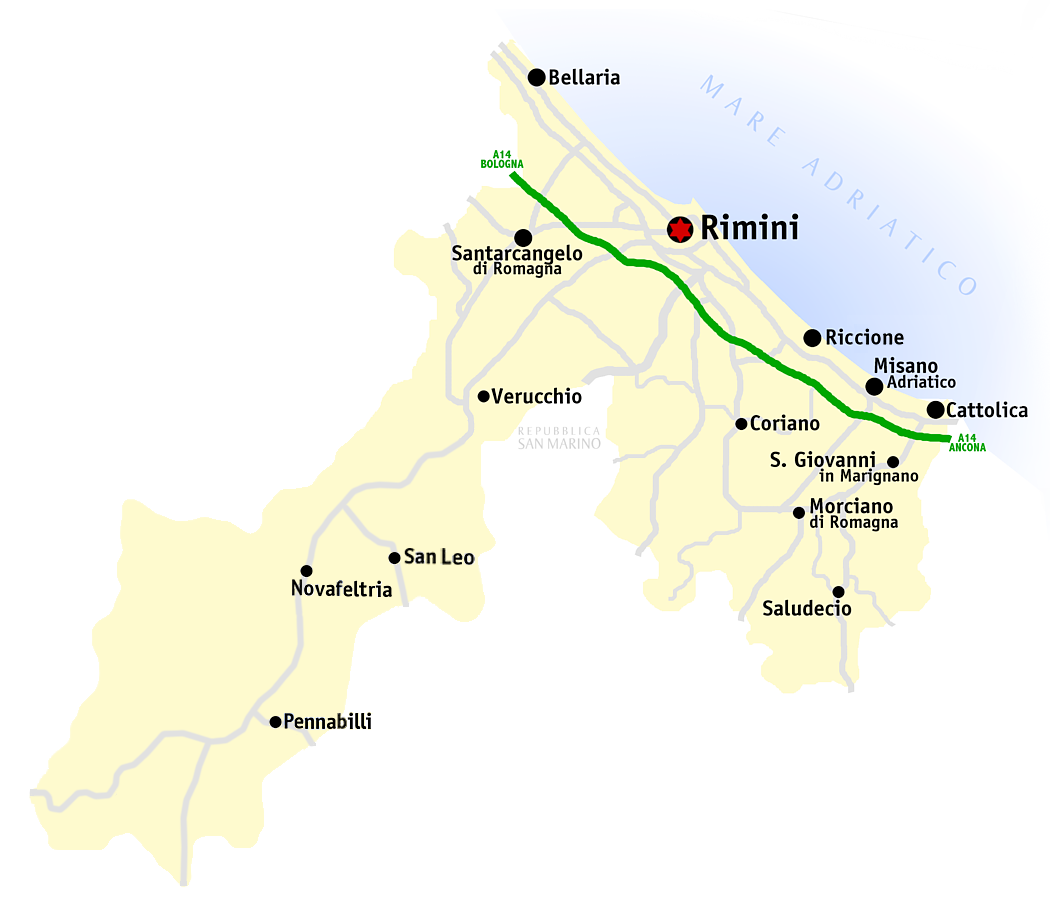
Мапа провінції

Межує на півдні з регіоном Марке (провінцією Пезаро і Урбіно), на сході з Адріатичним морем, на півночі з провінцією Форлі-Чезена, на заході з Республікою Сан-Марино.

## Основні муніципалітети
Найбільші за кількістю мешканців муніципалітети (ISTAT):
- Ріміні - 140.000 осіб
- Річчоне - 34.868 осіб
- Сантарканджело-ді-Романья - 20.664 осіб
- Белларія-Іджеа-Маріна - 18.319 осіб
- Каттоліка - 16.404 осіб
- Мізано-Адріатіко - 11.485 осіб